# 카불 타워

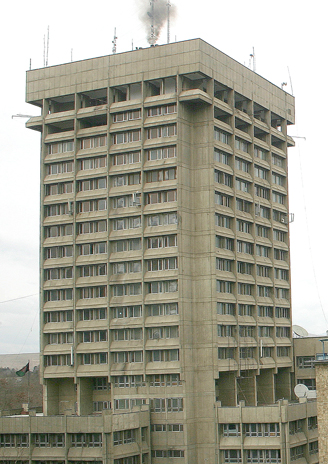
카불 타워

카불 타워(Kabul Tower)는 아프가니스탄 카불에 위치한 건물이다. 높이는 87m이며 층수는 18층이다. 이 건물은 아프가니스탄에서 가장 높은 마천루이다. 현재 아프가니스탄 정보통신부 청사로 사용되고 있다.

## 같이 보기
- 아프가니스탄의 마천루 목록